# Cratere Chrysor
Chrysor è un cratere sulla superficie di Ganimede.